# Nkunzi Lele
Albums de Papa Wemba & Viva La Musica
Ye te oh !
(2006) Kaka yo
(2008)
Nkunzi Nlele est un album de l’artiste congolais Papa Wemba et de son orchestre Viva La Musica sorti en décembre 2006.

## Liste des titres
| No  | Titre              | Auteur           | Durée |
| --- | ------------------ | ---------------- | ----- |
| 1.  | Générique          | Papa Wemba       | 7:12  |
| 2.  | J.P. Walter        | Papa Wemba       | 7:31  |
| 3.  | Surprise           | Guy Guy Fall     | 7:16  |
| 4.  | Ma Ngudi           | Sec Bidens       | 5:16  |
| 5.  | Bitumba Ya Ba Baba | Pitshou Santiago | 7:07  |
| 6.  | Harmonie           | Mamale Tupac     | 5:37  |
| 7.  | Fay                | Christian Lema   | 5:31  |
| 8.  | Kayoko             | Papa Wemba       | 6:04  |
| 9.  | Duente             | Ikonola Iko      | 6:52  |
| 10. | Fas Favor          | Papa Wemba       | 5:15  |
| 11. | Tembe              | Djodjo Bayinge   | 5:37  |
| 12. | Double Brassard    | Wembo Azulino    | 4:13  |
| 13. | Beauté Divine      | Mpungi Dezay     | 5:45  |

Musiciens ayant participé à cet album :
[Chanteurs]
- Alain Wemba
- Pims Lomena Israël
- Djodjo Bayinge
- Gueijo Stars
- Homba Tsimba
- Mamale Tupac Fiston
- Ezenge De Molakaï
- Christian Lema
- Guy Guy Fall
- Papa Wemba
- [Animateurs]
- Patou Bofosa (Animateur)
- Roddy Mvula (Animateur)
- Papy Louange (Animateur)
- [Guitares]
- Sec Bidens (Guitares Rythmique)
- Alex Azulino (Guitares Solo)
- Pitshou Santiago (Guitares Solo, Mi Solo,Rythmique)
- Dezay NAccompa (Guitares Rythmique)
- Leny Bidens (Guitares Rythmique)
- Caïen Madoka (Guitares Mi-Solo)
- Rigo Star (Guitares Solo)
- [Bassistes]
- Jean-Louis Bikunda (Basse)
- Égide Bass (Basse)
- [Batteries]
- Kaps Kapangala (Batteur)
- Simolo Katondi (Batteur)
- [Synthétiseur]
- Brice Malonga (Synthé)
- Na Nzenze Cédric (Synthé)
- [Percussions]
- IIko Ikonola (Congas)
- Isharie Lokolé Mbonda (Congas)